# Smalspårig växel

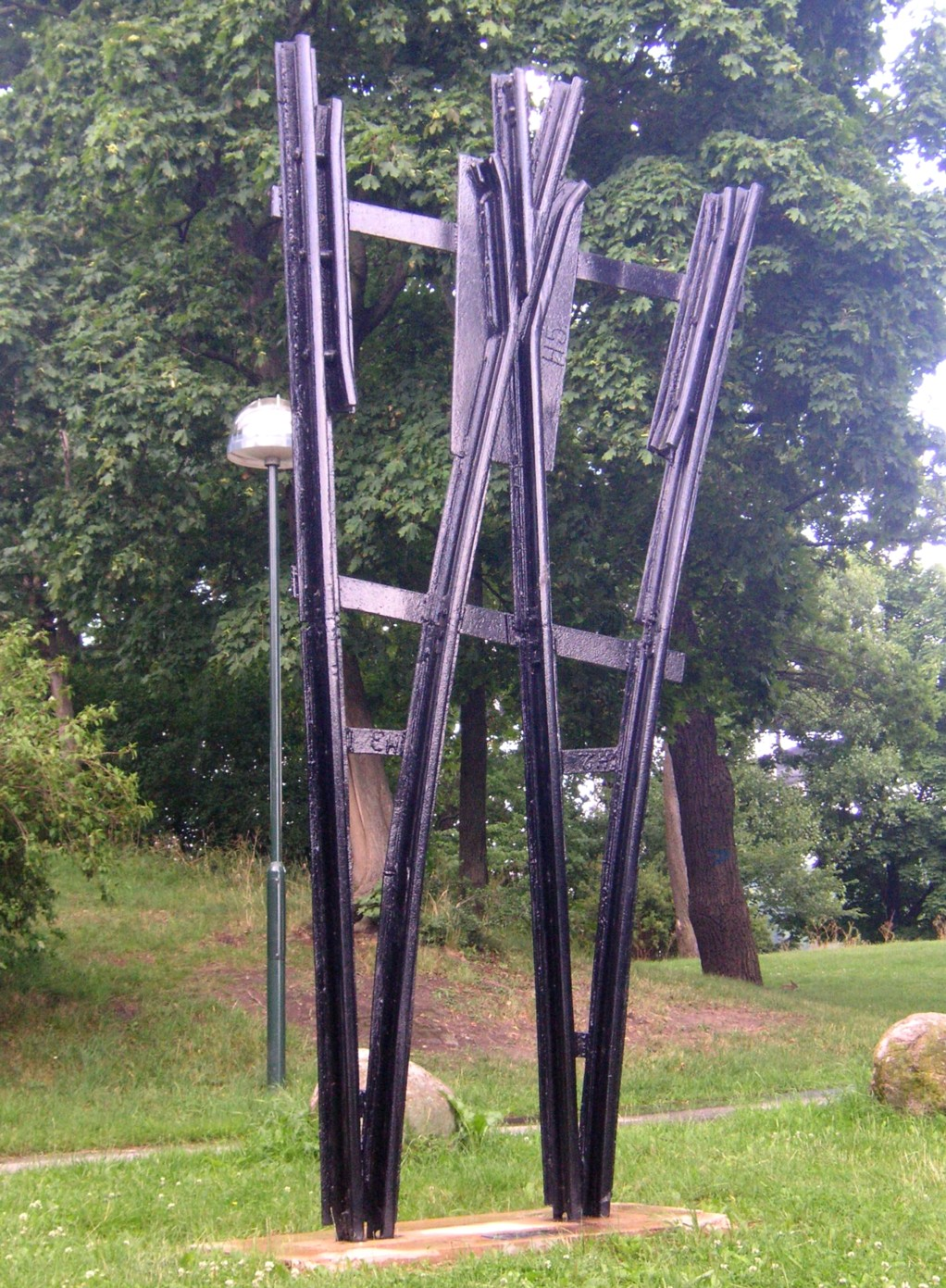
”Smalspårig Växel” 2008.

Smalspårig växel är en skulptur på Smedsudden på Kungsholmen i Stockholm. Skulpturen  skapades 1989 av Inga Bagge. 

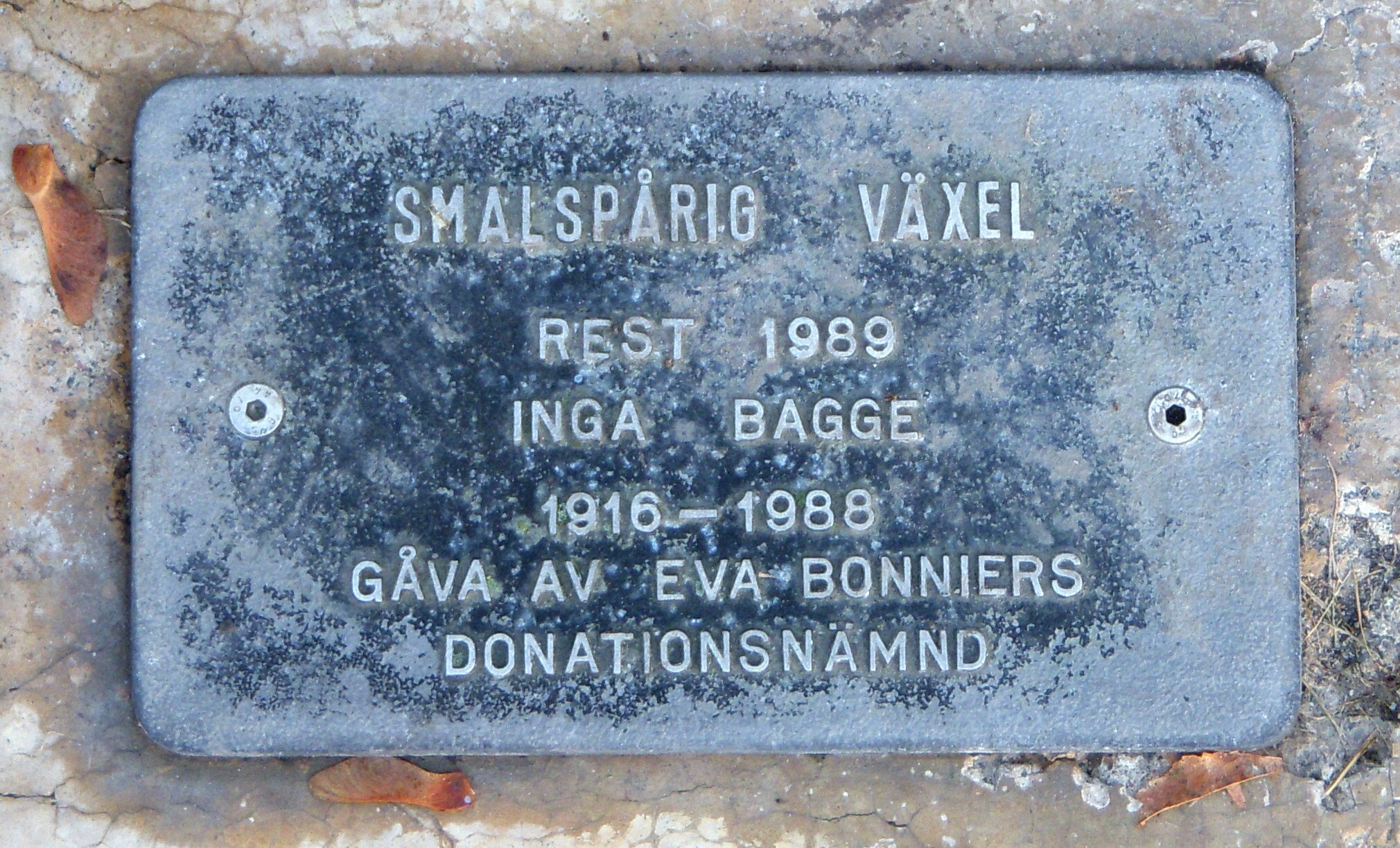
Informationsskylt.

Inga Bagges stålskulptur står intill Smedsuddsbadet. Hennes cirka fyra meter höga verk visar en stående järnvägsväxel (högerväxel) i original för smalspår med förgreningen uppåt. Smalspårig växel var en gåva av Eva Bonniers donationsnämnd.
I närheten finns skulpturen Fiskfossil av Ebba Hedqvist rest 1989.